# Gold Dust Gasoline
Gold Dust Gasoline es el tercer episodio de la serie norteamericana de comedia Pollo Robot (Robot Chicken, en el original).

## Lista de Sketchs

### Ataque Cardiaco - Parte 1
Un anciano que se ríe del ataque al corazón de otro, sufre un ataque.

### ¡Tengo millones de estos!
El Dr. Parchet, sentado en su escritorio está quemando billetes de 100 dólares diciendo "¡Tengo millones de esos!"

### El Arca de Noé
Noé dejó atrás a unos cuantos animales que tratarán de sobrevivir el Diluvio Universal construyendo su propia arca. Estos animales incluyen a los Unicornios, Dragones, Cíclopes y Minotauros. Mientras se hunden en su propia arca, aparece un Sirena y su pareja. La pareja de la Sirena se burla de los dragones que se hunden, por lo que estos devoran a la Sirena. Por su parte Noé explica que dejó a estos seres atrás porque "Dios odia los bichos raros". Acto seguido elimina a las Hadas que dejó subir a bordo.

### Aliens
Un alien desciende su nave, sólo para bajarle los pantalones a un hombre que limpia un jardín y luego regresar.

### Sediento
Un hombre toma una botella de limpia-tuberías sin efectos contra su salud.

### Simio y el dedo
Un simio que se olía el dedo se da una desagradable sorpresa.

### Ataque Cardiaco - Parte 2
Los dos ancianos del primer sketch están muertos junto con otros 10. En eso aparece otro anciano que se ríe y sufre un ataque al corazón.

### Saltador de Techos
Un chico salta del techo de un edificio solo para en el impacto contra el piso, salga disparado su esqueleto.

### That '00s Show
Una parodia de That '70 Show. Aparece un hombre diciendo que golpeará a Steve Jobs porque su iPod se arruinó y a su esposa creando un blog.

### Traigan sus Muertos
Papá Noel cambió su dicho navideño. En lugar de decir "Jo Jo Jo", dice "Traigan sus Muertos".

### Dodgeball
Un niño tímido es golpeado por un balón.

### Ajedrez
Un peón dice que no desea morir por una causa en la que no cree. Inmediatamente después es retirado del tablero.

### Gráfico de Ventas
Un gráfico de ventas en picada causa el pánico de un ejecutivo.

### El Mejor Cowboy
Los alumnos de 3º grado de la Srta. McNally producen una ridícula animación en El Mejor Cowboy en la cual una princesa es secuestrada por un robot por haber comido de su plantación de zanahorias. Después de una lucha con el Cowboy del título, la Princesa, el Robot y el Cowboy terminan casándose. En el momento de beso nupcial, el Cowboy coge al Cura y entra con él en la iglesia.

### Trapecista Inepto
Un trapecista cae en picado a su muerte, recibiendo algunos aplausos.

### 3 Rápidos 3 Furiosos
La carrera más famosa del mundo está por empezar en 3 Rápidos 3 Furiosos. Entre los competidores están:
- KITT, que al usar su Turbo se estrella contra una pared, explotando.
- El General Lee: El automóvil de los Dukes de Hazard que al seguir un falso desvío cae a un barranco.
- Mario Karts: Que son manejados por Mario, Luigi y Wario.
- Meteoro: Quien compite, pero que no hace ningún movimiento físico en toda la carrera.
- CHIPs: Ponch es decapitado por el gancho de Robin que sale del Batimóvil. Baker es sacado de la carrera después de que T-Bob fuera arrojado del Thunderhawk, ya que le chocó en la cara.
- Ectomóbil: De los Caza Fantasmas.
- Matt y Scott Trakker de M.A.S.K manejando el Thunderhawk junto con T-Bob, el robot. Scott es arrojado fuera del automóvil por hacer niñerías. De igual forma, T-Bob es arrojado fuera del automóvil. Matt finalmente choca y su cuerpo es descuartizado en el choque, llegando su cabeza cerca al nido de un conejo, que se la lleva.
- Super Dave Osborne: Manejando su motocicleta blanca. Sobrevive a la carrera, pero es golpeado en la cara al destapar champán.
- Dominic Toretto: Manejando un Dodge Charger como en la película Rápido y Furioso.
- BigFoot.
- Fuerza Armada de Jayce y los Guerreros bajo Ruedas.

El Ponch decapitado gana la carrera. Burt Reynolds y Dom DeLuise le dan un premio de Filetes Omaha y un vale de 50 dólares de Best Buy.

## Reparto de Voces
- Abraham Benrubi - Dominic Toretto, Dragon masculino.
- Macaulay Culkin - Luke Duke
- Dom DeLuise - El mismo, Victor Prinzim
- Topher Grace - Eric, El mismo
- Seth Green - Batman, Víctima Final, Primer hombre, Caballero de Michael, Estudiantes de la Srta. McNally, Robin, Santa Claus, Segundo hombre.
- Mila Kunis - Estudiantes de la Srta. McNally, Susan la unicornio.
- Ashton Kutcher - Kelso
- Matthew Lillard - Mario, Estudiates de la Srta. Mrs. McNally, Steve el Unicornio.
- Danny Masterson - Hyde
- Dan Milano - Luigi, Noé.
- Burt Reynolds - El mismo, J.J. McClure
- Debra Jo Rupp - Kitty
- Kurtwood Smith - Red
- Wilmer Valderrama - Fez